# Berger Dorfstraße 52 (Mönchengladbach)

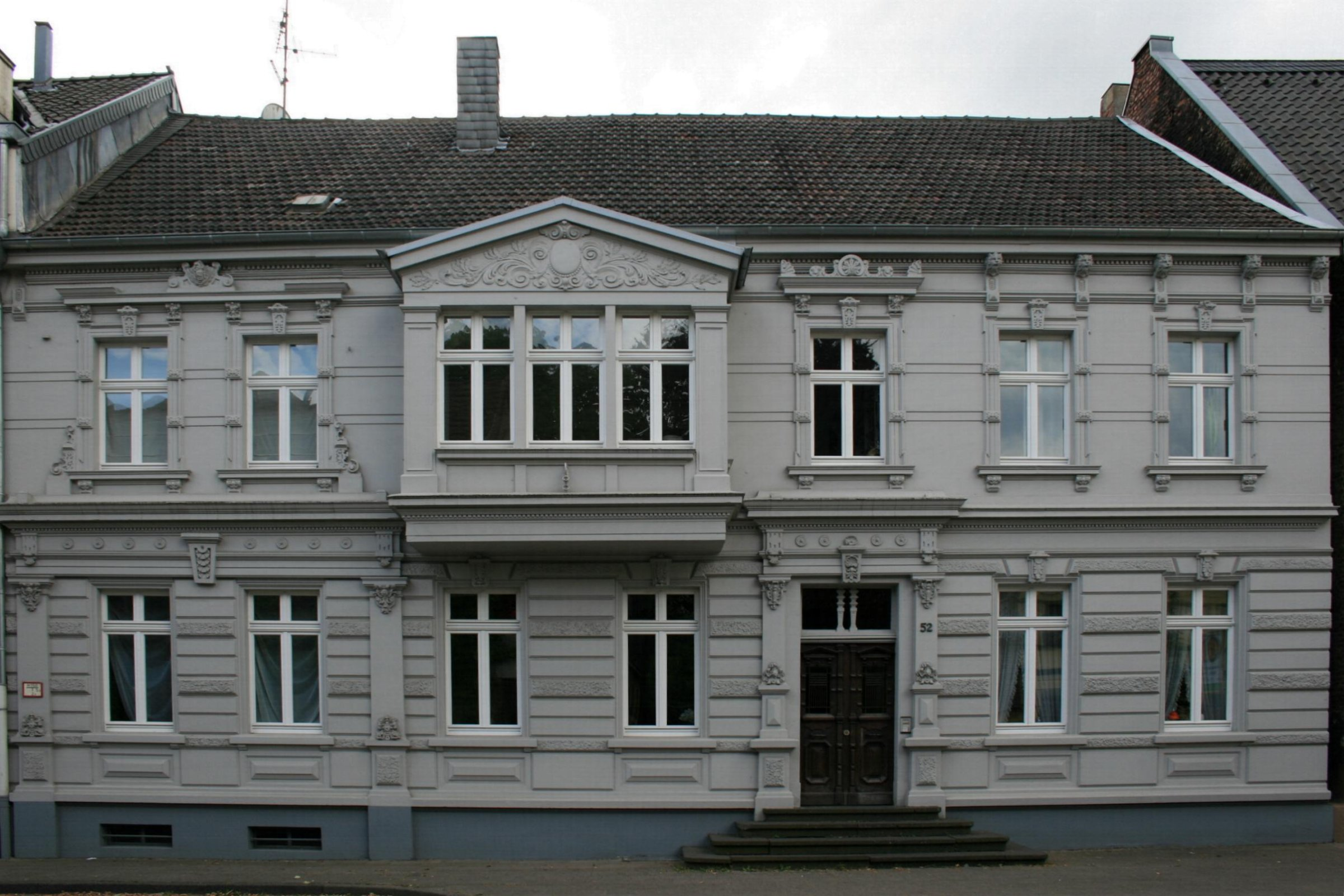
Wohnhaus (2010)

Das Wohnhaus Berger Dorfstraße 52 steht im Stadtteil Wickrathberg in Mönchengladbach (Nordrhein-Westfalen).
Das Haus wurde 1799 erbaut und um 1900 erweitert. Es ist unter Nr. B 016 am 4. Dezember 1984 in die Denkmalliste der Stadt Mönchengladbach eingetragen worden.

## Architektur
Innerhalb einer intakten Baugruppe zusammen mit den Häusern Nr. 50, 54, 56, 58 und 60 steht in Wickrathberg das zweigeschossige Wohnhaus mit Satteldach aus der Jahrhundertwende. Haus Nr. 52 und Haus Nr. 54 sind in unmittelbaren Blickbereich zur Kirche die einzigen Häuser, welche eine Erkerbildung im ersten Obergeschoss aufweisen.